# Bretó
El bretó (en bretó: Brezhoneg) és una llengua celta parlada a l'oest de Bretanya, a l'estat francès. En retrocés malgrat els intents per revifar-la, es calcula que la parlen unes 107.000 persones, amb una mitjana d'edat de 70 anys (més d'un milió a principis del segle xx). Es documenta des del segle v i parteix de la llengua dels immigrants de l'illa de Bretanya o Gran Bretanya, amb una petita influència de la llengua de Gàl·lia.
Com a característiques lingüístiques, cal destacar que els pronoms fusionen amb les preposicions, i que l'ordre de la frase és molt flexible. Usen l'alfabet llatí i s'utilitza majoritàriament la grafia unificada o estàndard, però hi ha dos altres sistemes d'ortografia en ús (l'elaborat pel canonge Fransez Falc'hun i l'altre anomenat interdialectal).
Els primers escrits en bretó es remunten al segle ix. Actualment, però, l'estatus legal advers i l'exclusió total de la vida pública i l'escola han frenat considerablement la transmissió de la llengua. És per això que la UNESCO considera el bretó com una de les llengües europees més seriosament amenaçades d'extinció.

## Dialectes
En bretó es distingeixen quatre grans dialectes, el leonès, el tregorès, el cornuallès i el vannetès. Les diferències que els separen són notables, fins al punt que la comunicació entre els parlants de les diverses varietats es pot fer difícil. El vannetès és especialment diferenciat, en part a causa de la influència que ha rebut del francès, i s'oposa als altres tres dialectes, que formen un grup més homogeni.
Es distingeixen dos grups dialectals:
- Occidental: que agrupa el leonès (regió de Leon o Bro Leon), tregorès (regió de Tregor o Bro Dreger) i el cornuallès (regió de Cornualla o Bro Kernev)
- Oriental: representat pel vannetès (regió de Vannetais o Bro Gwened)

Les diferències dialectals, però, són mínimes i se centren sobretot en la posició de l'accent tònic i la pronúncia. El vocabulari i la gramàtica d'ambdós dialectes varien ben poc.

## Característiques
Pel que fa al nom, els substantius i noms propis tenen desinències per als diferents casos gramaticals, però no hi ha veritables declinacions. El plural es construeix amb la desinència ed (p. ex. labous-laboused, 'ocells'; loen-loened, 'frares'), però hi ha casos especials, com:
- ien (ion en gwenedeg) en noms de professionals (skolaer-skolaerien, 'mestre').
- où i ioù (eu i ieu en gwenedeg) pels objectes (taolioù, 'taules'; gweleoù, 'llits').
- on en paraules poc freqüents, com a laeron ('lladres').
- També hi ha sovint afegides una o més vocals a l'interior d'un mot, com els casos de maen-mein (pedra), abostol-ebestel (apòstol), louarn-lern (guineu). Això podria ser també l'auxiliar d'un sistema participant, alhora que infecció vocàlica en l'ús de la desinència, com en els casos de bag-bigi (vaixell), forn-ferniel (forn), moualc'h-mouilc'hi (merla) i kar-kerent (parent).
- També hi ha paraules amb plurals irregulars, com a den-tud (home), marc'h-kezeg (cavall), buoc'h-saout (vaca) i ki-chas (gos).

D'altra banda, el gènere dual existeix per a uns quinze substantius, de membres orgànics que no fan servir el plural, com an daoulagad (els ulls), an daouarn (les mans) i an divhar (les cames).

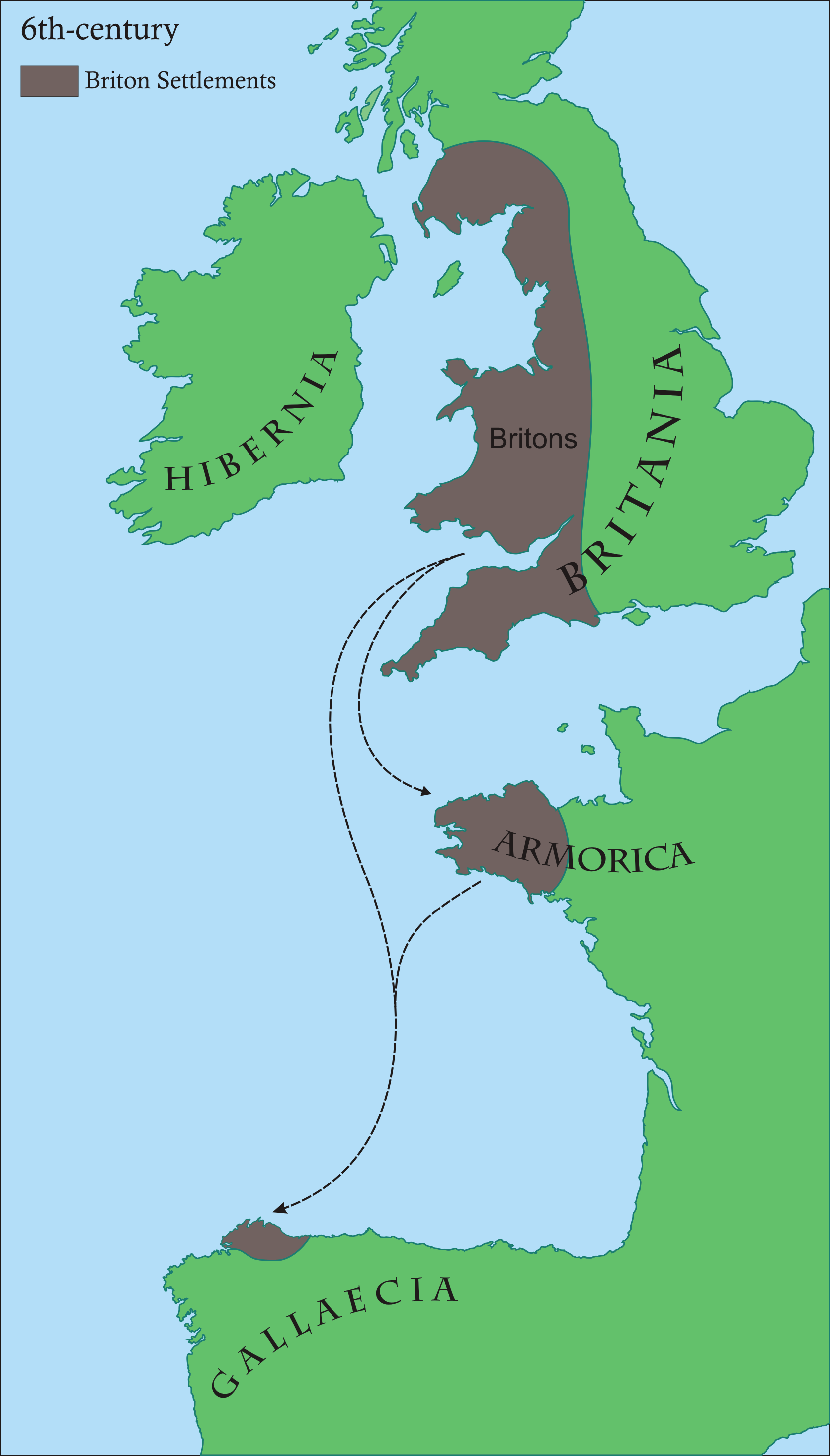
Expansió del bretó en el

Pel que fa a l'article, el definit té tres aspectes diferents, i endemés té un article indefinit imitat del francès. Els tres aspectes són:
- Davant dental, h muda i vocals an i eun, com an arar/un arar (l'arada) i an hent/un hent (la ruta).
- Davant L, al i eul com al levr/ul levr (el llibre).
- Davant Y i les altres consonants, ar i eur, com a ar penn/eur penn (el cap), ar c'hoar/ur c'hoar (la germana) i ar yar/ur yar (la gallina).

Pel que fa al verb, l'infinitiu es presenta sota la forma d'un simple radical monosil·làbic sense desinència: mont (anar), lenn (llegir), koll (perdre) i chom (romandre). Sovint deriven d'un nom, amb una terminació que varia d'un verb a un altre, com a c'hoarzhin (riure) i redek (córrer). Hi ha dues conjugacions:
- Una d'impersonal, regida pels pronoms subjecte que acompanya una partícula i deixa intactes les persones verbals i les formes. P. ex.: koustet (dormir)
  - Present: Me a gousk, hi a gousk, te a gousk, eñ/hi a gousk, ni a gousk, c'hwi a gousk, int a gousk.
  - Imperfet: Me a gouske, te a gouske, etc.
  - Futur: Me a gousko, te a gousko, etc
- Una de personal, en què la persona és designada per la desinència particular que varia segons els dialectes.
  - Present: Kouskan, kouskez, kousk, kouskomp, kouskit, kouskont.
  - Imperfet: Kouslen, kouskes, kouske, kouskemp, kousket, kouskent.
  - Futur: Kouskin, kouski, kousko, kouskimp, kouskoc'h, kouskint.
- Pel que fa als verbs irregulars, en són tres i poc usats en bretó:
  - Mont/monet (anar); present: an, ez, a, eomp, it, eont; imperfet: aet; futur: in, i, ay, imp, afet, int.
  - Bezañ/bezout (ser) té quatre maneres sense doble ús, com les altres: 
    - Conjugació corrent (subjecte, atribut i verb): An ti a zo bras (la casa és gran)
    - Conjugació emfàtica (atribut, verb, subjecte): Bras eo an ti (Gran és la casa)
    - Conjugació de lloc: En ti emañ an den (L'home és dins de casa)
    - Conjugació d'hàbit 	En ti a vez e-pad an deiz (Ell és a casa tot el dia)

  - Ober (fer) que té paper de verb auxiliar; ainsi (llegeixo), lenn a ran (jo faig llegir), mont a ran (jo faig anar).

Pel que fa als pronoms personals, n'hi ha de dues maneres: els subjectes, procedents del verb per la conjugació impersonal, i els combinats amb les preposicions gant (amb) i evit (per); per exemple, ganin, ganit, gantañ, ganti, ganeomp, ganeoc'h, ganto (amb mi, amb tu, amb ell, etc.) i evidon, evidout, evitañ, eviti, evidomp, evidoc'h, evito (per mi, per tu, per ell, etc.).
L'epítet és inclòs de manera invariable en gènere i nombre, oc'h per al comparatiu i añ per al superlatiu. P. ex.: brav-bravoc'h-bravañ (bella, més bella, la més bella).
La numeració és de caràcter vigesimal, i les unitats són per vintenes amb masculí i femení: daou-div (dos-dues), tri-teir (tres), pevar-peder (quatre). Els 10 primers nombres són: unan, daou, tri, pevar, pemp, c'hwec'h, seizh, eizh, nav, dek. I per fer els nombres compostos es prenen per unitats de vint: unan-warn-ugent (u sobre vint, 21), c'hwec'h-ha-daou-ugent (sis i dos vint, 46), naontek-ha-tri-ugent (dinou i tres vints, 79) i daou-warn-ugent (dos i vint, 22).

## Nombre de parlants

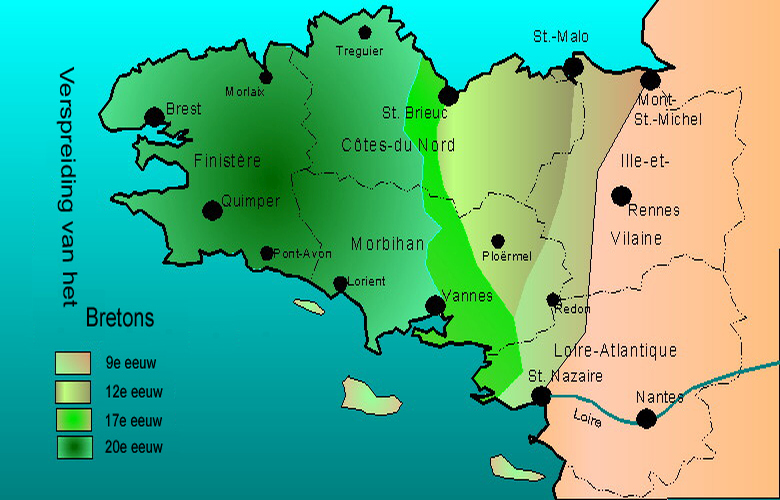
Retrocés històric del bretó

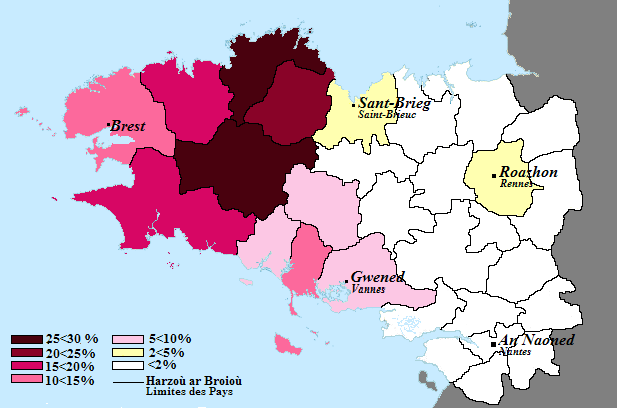
Parlants de bretó el 2004

Quan es va fer la primera enquesta lingüística a Bretanya, entre els anys 1886 i el 1914, es calculava que aproximadament hi havia 1.300.000 parlants, la qual cosa suposava el 95% dels habitants de la Baixa Bretanya. I pel que fa als límits de la llengua, se sap per l'enquesta lingüística de Coquebert de Montbret feta el 1806, que els límits eren els mateixos que tenia al segle xix.
El 1952 es va fer un nou càlcul aproximat pel professor Francis Gourvil, que sobre els habitants de la Baixa Bretanya donà aproximadament:
- 100.000 només parlaven bretó, principalment dones.
- 700.000 s'expressaven principalment en bretó, però entenien el francès.
- 300.000 coneixien el bretó, però s'expressaven principalment en francès.
- 400.000 no entenien el bretó i només parlaven francès.

Posteriorment, se n'han fet de més aproximats. El 1969 Galv calculà que el parlaven un milió de persones, però la meitat només ho feia esporàdicament. Per a Fleuriot, el 1980 hi havia 700.000 bretonòfons, inclosos els emigrats, però d'aquests solament 250.000 parlaven habitualment el bretó. I segons una enquesta feta el 1987 entre 1.200.000 habitants de la Baixa Bretanya:
- 700.000 comprenien el bretó
- 600.000 el parlaven
- 240.000 l'empraven sovint.

Però cada any moren 15.000 bretonòfons i només se'n formen 2.500, de manera que s'accentua la reculada de la llengua. Això ho mostren enquestes més detallades com la feta per Yann-Gristoff Bozec el 1974, separats per edats:
| Edats           | Parlants |
| --------------- | -------- |
| De 0 a 14 anys  | 18.000   |
| De 15 a 24 anys | 57.000   |
| De 25 a 64 anys | 423.000  |
| Més de 65 anys  | 168.000  |
| Total           | 665.250  |

Dialectes del bretó

Aquesta xifra suposava el 44,3% dels habitants de la Baixa Bretanya. Una nova enquesta fou realitzada el 1983 per Jorg Gwegen, i els resultats foren:
| Edats           | Parlants | Població total |
| --------------- | -------- | -------------- |
| De 0 a 14 anys  | 14.400   | 360.000        |
| De 15 a 24 anys | 33.750   | 225.000        |
| De 25 a 64 anys | 211.500  | 705.000        |
| Més de 65 anys  | 126.000  | 210.000        |
| Total           | 385.650  | 1.500.000      |

Aquesta xifra ja representa només el 25,7% dels habitants de la Baixa Bretanya. Aquesta situació també és agreujada per l'emigració, ja que aproximadament 20.000 bretons abandonen cada any el seu país, principalment bretonòfons, ja que la Baixa Bretanya és la zona més sotsdesenvolupada. Això provoca l'existència d'illots bretonòfons a París, Marsella i altres ciutats grans, on sovint organitzen trobades culturals i concursos de poesia. Es calcula que potser 300.000 bretonòfons parlen la llengua fora de la Bretanya. Entre els quals, 32.722 als Estats Units.
Les xifres de bretonòfons, però, no fan més que baixar. Segons una enquesta feta pel diari La Télegramme el 1997, dels habitants de la Baixa Bretanya, uns 250.000 (el 20%) eren competents per parlar bretó, però aquest percentatge es reduïa al 6% entre els menors de 40 anys i a l'1% entre els menors de 20 anys, tot i que uns 600.000 més el podien entendre. Tot i així, de 2.500 enquestats, el 88% eren partidaris d'incloure el bretó en el sistema d'ensenyament.
En 2018 els parlants es calculaven en 207.000, i en 2025 havien baixat a 107.000, doncs en la enquesta anterior l'edat mitjana dels parlants era de 70 anys.

## Ensenyament del bretó

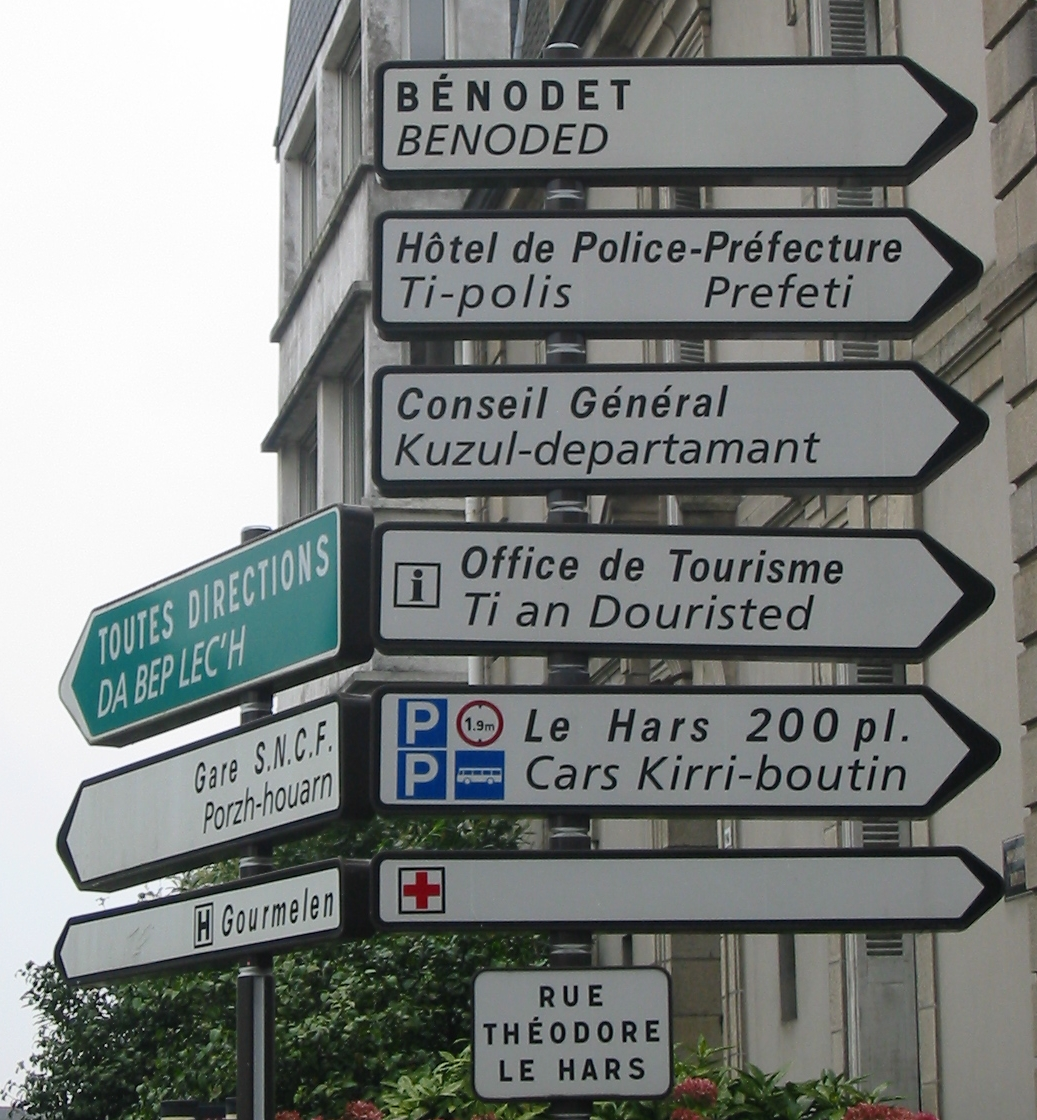
Indicadors en francès i bretó en una cruïlla a Kemper

Malgrat la bona disposició popular a l'ensenyament del bretó (segons una enquesta, el 77% dels bretons hi està a favor), la seva presència a l'educació encara és minsa. Des del 1971 s'ensenya una hora setmanal, dels 3 als 11 anys, gràcies a la Llei Deixonne, i des del 1991 també s'ensenya alguna matèria en bretó.
El 1958, Armans ar C'halvez, un abat bretó, fundà la primera escola d'ensenyament en bretó, l'escola catòlica Skol Sant-Erwan, que funcionà entre el 1958 i el 1961. El 1977 es van obrir les dues primeres escoles bressol Diwan (Germen) a Kemper i Bro Leon, amb un total de set infants, inspirades en les ikastolak basques i les yisgolion meithin gal·leses, amb l'ensenyament totalment en bretó i de caràcter alternatiu.
D'altra banda, des del 1990, França també ha creat algunes escoles bilingües, de manera que el 1991 ja hi havia 545 alumnes en 13 escoles, així com 400 universitaris. Cap al 1996 ja eren 7.000 infants bretons els que havien estudiat en sistema diwan o bilingüe.
El curs 1997-1998, el nombre d'alumnes que estudiava en bretó eren:
| Preescolar              | Alumnes | Classes |
| ----------------------- | ------- | ------- |
| Total educació pública  | 78.032  | 613     |
| Bilingüe públic         | 581     | 21      |
| Escola privada catòlica | 46.381  | 69      |
| Catòlics bilingües      | 488     | 26      |
| Diwan                   | 752     | 26      |

En el curs 1999-2000, uns 2.256 nens estudiaven en alguna de les 34 escoles diwan, mentre que 1.900 més ho feien en les escoles div yezh (bilingües públiques) i 1.400 més a les escoles dihun (religioses), un total de 5.556 alumnes, un 20% més que el curs anterior. El bretó també és ensenyat com a llengua en alguns instituts de secundària de París, Versalles i Créteil.

## Presència del bretó en la premsa escrita
La situació hi és encara més greu, pel fet que el 1980 només uns 8.000 bretons eren capaços de llegir correctament el seu idioma, i uns 2.000 més ho podien fer acceptablement. Per això les publicacions són minses, amb poc de tiratge i sovint bilingües. Pel 1980 es calculava que hi havia 20 publicacions en bretó i 10 més bilingües, entre les quals podem destacar Pobl Breizh (Poble Bretó), òrgan de la Unió Democràtica de Bretanya, bilingüe; Breman (Ara), òrgan de Skol ar Emzav, d'informació escolar, bilingüe; Plenedenn (Destinat), del grup intel·lectual Ar Falz; Al Liamm (El lligam), creada el 1968, de caràcter literari i històric; Yod Kerc'h, pornogràfica; Sturier Yaouankiz, òrgan dels estudiants catòlics; Preder (Reflexió), de caràcter literari i filosòfic; Hor Yezh (La nostra llengua), de caràcter filològic; Cholori (Xivarri), infantil; Wanig ha wenig, creada el 1958, infantil; Ar Vro (El país), bilingüe, de caràcter intel·lectual; Bleun Brug (Flors de burc), catòlica, una de les deganes, amb 2.000 subscriptors; Tabalao (Tàbola), per a infants; An Lanv (Marea alta), també per a infants; Breton News, en anglès, desapareguda, òrgan dels exiliats a Irlanda; Avel an Tre'ch, propera al Moviment autonomista bretó i L'Avenir de la Bretagne, en francès, però de contingut bretonista, òrgan de l'antic MOB. Cap al 1995 hi ha via 12 revistes, però només tenien 915 subscriptors, i el 1983 només es van publicar 3.000 llibres en bretó.

## Presència en la ràdio i televisió
Segons dades del 1995, hi havia aquestes emissores en bretó:
- Radio France Bretagne-Ouest (93 MHz): cada dia matí, tarda i nit
- Radio Kreiz-Breizh (102,9 MHz): cada dia: 9-10 h 30, 18-19 h
- Radio Bro Gwened (101,7 MHz): cada dia 10 h 30-12 h 30, i dissabte 13-14 h
- Radio-France Armorique (103,1 MHz des de Rennes): dijous 19 h 20 a 21 h 20 i dissabte 12 h 00 a 14 h 00 en Radio Bleue (711 MHz)
- Alter Nantes (98,1 MHz): dimarts 19 h 40, dilluns 21 h 30, dissabte 18 h
- Radio Pays (93,1 MHz des de París): divendres 15-17 h, 21-24 h i dissabte 10-12 h
- Fréquence Mutine (103,8 MHz des de Brest): dissabte 11-14 h
- Radio Sklaerder (100,6 MHz des de St Brieuc; 102.10 MHz Lannion): dimarts 17-17 h 30
- Radio glas (95,9 MHz des de Lesneven): dilluns a divendres: 8 h 15-12 h
- Canal B (94,0 MHz des de Rennes): dilluns, 12-14 h
- Radio Kerne: (90,4 MHz des de Quimper), cada dia

Pel que fa a la televisió, fins al 1998 només emetia France 3 Bretagne:
- Alta Bretanya: diumenge d'11 h 45 a 12 h 30
- Baixa Bretanya: el mateix horari, més un informatiu de 5 minuts enmig de la setmana i un butlletí meteorològic de vesprada

Aquest panorama va canviar amb l'aparició de TV Breizh, que va emetre programes en bretó del 2000 al 2008. El canal TV Breizh va ser substituït el 2006 pel canal de televisió en bretó per Internet Brezhoweb.

## Altres articles
- Gal·ló.
- Literatura bretona.
- Bretó antic.
- Bretó mitjà.
- Ortografia del bretó.